# 小行星1897
小行星1897（1897 Hind）是一顆主帶小行星，於1971年10月26日被卑爾格道夫的盧波什·科胡特克發現。
該小行星以英國天文學家約翰·羅素·欣德命名。

## 外部連結
- JPL Small-Body Database Browser on 1897 Hind （页面存档备份，存于）